# Bezirk Borszczów

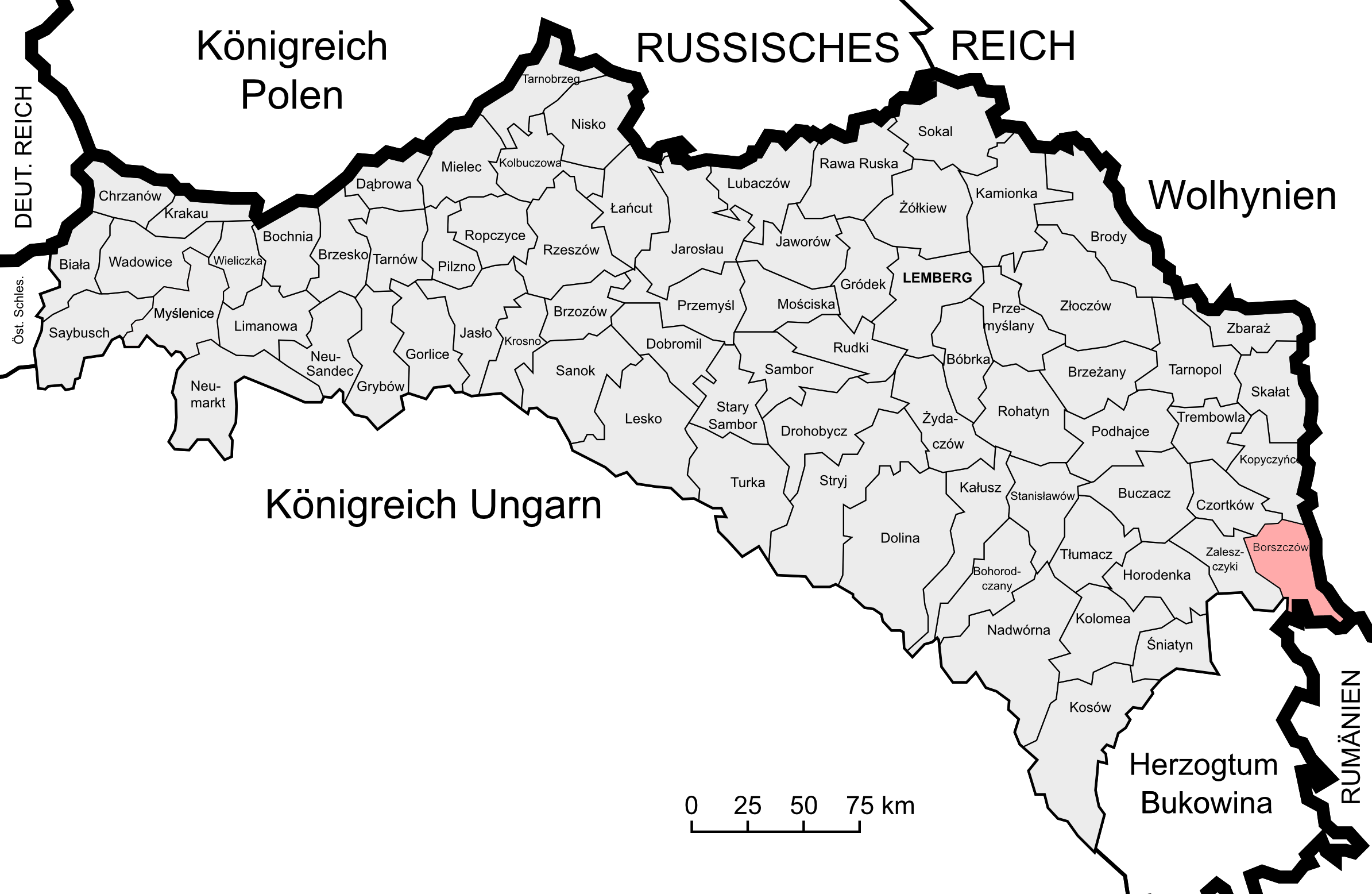
Lage des Bezirks Borszczów im Kronland Galizien und Lodomerien

Der Bezirk Borszczów war ein politischer Bezirk im Kronland Galizien und Lodomerien. Sein Gebiet umfasste Teile Ostgaliziens in der heutigen Westukraine (Oblast Ternopil, Rajon Borschtschiw sowie Rajon Tschortkiw), Sitz der Bezirkshauptmannschaft war der Markt Borszczów. Im November 1918 war der Bezirk nach dem Zusammenbruch der Donaumonarchie am Ende des Ersten Weltkriegs kurzzeitig Teil der Westukrainischen Volksrepublik.
Er grenzte im Norden an den Bezirk Husiatyn, im Osten und Süden an das Russische Kaiserreich, im Südwesten an das österreichische Kronland Bukowina, im Westen an den Bezirk Zaleszczyki sowie im Nordwesten an den Bezirk Czortków.

## Geschichte
Ein Vorläufer des späteren Bezirks (Verwaltungs- und Justizbehörde zugleich) wurde zum Ende des Jahres 1850 geschaffen, die Bezirkshauptmannschaft Borszczow war dem Regierungsgebiet Stanislau unterstellt und umfasste folgende Gerichtsbezirke:
- Gerichtsbezirk Borszczow
- Gerichtsbezirk Jezierzany
- Gerichtsbezirk Mielnica
- Gerichtsbezirk Zalesczyki

Nach der Kundmachung im Jahre 1854 kam es am 29. September 1855 zur Einrichtung des Bezirksamtes Borszczów (weiterhin für Verwaltung und Gerichtsbarkeit zuständig) innerhalb des Kreises Czortków.
Nachdem die Kreisämter Ende Oktober 1865 abgeschafft wurden und deren Kompetenzen auf die Bezirksämter übergingen, schuf man nach dem Österreichisch-Ungarischen Ausgleich 1867 auch die Einteilung des Landes in zwei Verwaltungsgebiete ab. Zudem kam es im Zuge der Trennung der politischen von der judikativen Verwaltung zur Schaffung von getrennten Verwaltungs- und Justizbehörden. Während die gerichtliche Einteilung weitgehend unberührt blieb, fasste man Gemeinden mehrerer Gerichtsbezirke zu Verwaltungsbezirken zusammen.
Der neue politische Bezirk Borszczów wurde aus folgenden Bezirken gebildet:
- Bezirk Mielnica (mit 31 Gemeinden)
- Bezirk Borszczów (mit 35 Gemeinden)

Der Bezirk Borszczów bestand bei der Volkszählung 1910 aus 80 Gemeinden sowie 63 Gutsgebieten und umfasste eine Fläche von 1025 km². Hatte die Bevölkerung 1900 noch 109.220 Menschen umfasst, so lebten hier 1910 109.320 Menschen. Auf dem Gebiet lebten dabei mehrheitlich Menschen mit ruthenischer Umgangssprache (68 %) und griechisch-katholischem Glauben, Juden machten rund 12 % der Bevölkerung aus.

## Ortschaften
Auf dem Gebiet des Bezirks bestanden 1910 Bezirksgerichte in Borszczów und Mielnica, diesen waren folgende Orte zugeordnet:
Gerichtsbezirk Borszczów:
- Bereżanka
- Markt Bilcze
- Markt Borszczów
- Burdiakowce
- Chudyjowce
- Cygany
- Dębówka
- Głęboczek
- Gusztyn
- Gusztynek
- Iwanków
- Jezierzanka
- Stadt Jezierzany
- Juryampol
- Kapuścińce
- Konstancya
- Korolówka
- Kozaczyzna
- Łanowce
- Łosiacz
- Monastyrek
- Muszkarów
- Muszkatowce (Muszkatówka)
- Oleksińce
- Piłatkowce
- Piszczatyńce
- Podfilipie
- Sapahów (Sapohów)
- Markt Skała bestehend aus den Ortsteilen Skała Miasto und Skała Stara
- Skowiatyn
- Słobódka Muszkatowiecka
- Słobódka Turylecka bestehend aus den Ortsteilen Puklaki und Słobódka Turylecka
- Strzałkowce
- Szerszeniowce
- Szuparka
- Szyszkowce
- Tarnawka
- Trójca
- Turylcze
- Wierzbówka
- Wierzchniakowce
- Wołkowce ad Borszczów
- Wysuczka
- Załucze
- Zbrzyź
- Zielińce
- Zwiahel

Gerichtsbezirk Mielnica:
- Babińce ad Dzwinogród
- Babińce ad Krzywcze
- Bielowce
- Boryszkowce
- Chudykowce
- Dzwiniaczka
- Dzwinogród
- Filipkowce
- Germakówka
- Horoszowa
- Iwanie Puste
- Krzywcze Dolne
- Markt Krzywcze Górne bestehend aus den Ortsteilen Krzywcze Górne Miasto und Krzywcze Górne Wieś
- Markt Kudryńce
- Łatkowce
- Michałków
- Michałówka
- Stadt Mielnica
- Niwra
- Nowosiółka bestehend aus den Ortsteilen Młynówka und Nowosiółka
- Okopy bestehend aus den Ortsteilen Kozaczówka und Okopy
- Olchowiec
- Paniowce
- Trubczyn
- Markt Uście Biskupie
- Wołkowce ad Dzwinogród
- Zalesie
- Zawale